# 小林和子
小林 和子（こばやし かずこ、1957年 - ）は、日本の作詞家。東京都出身。

## 略歴
四人姉妹の長女として出生。東京女学館中学校・高等学校・東京女学館短期大学卒業。1978年、友人の紹介で知り合った音楽関係者からの誘いを受けて、作詞に関わる仕事を始め、大場久美子の楽曲「エトセトラ」で作詞を担当したのを機に、様々な日本のアーティストの作詞を手掛けている。

## 作詞楽曲
- 相本久美子「揺れながらハーバーライト」「夏☆なのに I LOVE YOU」
- 麻田華子「さよなら、DANCE」「DOWN TOWN BOY」
- 荒木由美子「愛しかないのに」
- 飯野茂一「はるかな友よ」
- 石川ひとみ「この窓をあけて」
- 今井美樹「オレンジの河」
- 宇沙美ゆかり「夕映えのラブシャワー」
- 大場久美子「エトセトラ」「ディスコ・ドリーム」「スプリング・サンバ」「フルーツ詩集」
- 茅原実里「涙の記念日」「Emotional」
- カズン「ベルが鳴った」「雨の日も風の日も」「冬のファンタジー」「想い出をつくろう」「恋する惑星」「夢追いかけて」「彼と彼女の夏」
- 河合その子「夢から醒めた天使」「明日への手紙」
- 神崎まき「GOOD DAY I・N・G」(ツヨシしっかりしなさいエンディングテーマ)「曖昧にBOY恋してた」
- 木之内みどり「苦いルージュ」
- 吉川晃司「パラシュートが落ちた夏」「彼女はアイスウォーター」
- 小林麻美「グランプリの夏」「水晶の朝」
- 桑田靖子「ガラスのラブレター」
- 彩恵津子「Down Town Girl」
- 西城秀樹「Sweet Half Moon」「ドライ・マティーニ」「Je T'aime」「東京スカイ・ラウンジ」オリジナルアルバム『ファーストフライト 』収録曲　「プラスチック・レディ」ライブアルバム『限りない明日をみつめて/西城秀樹』収録曲　「スタンダードを聴きながら」「真夏のPoison」オリジナルアルバム『33才』収録曲　「リバーサイドで逢いましょう」西城秀樹63枚目のシングルでありオリジナルアルバム『Golden Earrings』からのシングルカット　「流されて~永遠より遠い夏~」「すれ違い」オリジナルアルバム『Golden Earrings』収録曲
- 桜田淳子「ミスティー」
- 佐々木望「思い出が逃げてゆく」「永遠のカプセル」
- サンドイッチ「明日またハッピーエンド」
- スラップスティック「われらスラップスティック！」「海辺のジュリエット」「クリスタル・ムーン」「ピンナップ・レディ」「テレスコープ」「コバルト・ムーン」「ハイビスカスの夢」「サーフィン・サハリ」（訳詞）「サウス・サンバ」「When you walk in the room」（訳詞）「背中合わせのSalty Rain」「涙の思い出（HURT）」（訳詞）「星座になりたい」「INVITATION」「BLUE HORIZON」「髭のないサンタクロース」「気分はSLAPSTICK」
- 竹内まりや「LONELY WIND」
- 武田久美子「友だちでいいから…」
- 田原俊彦「恋＝Do!」「グッドラックLOVE」「君に贈る言葉（アフター・スクール）」
- 20th Century「GOAL」
- 新田一郎「NOT FOR SALE-Part 2」(共作)「流星City」
- 新田恵利「Deja Vu～デジャ・ヴ～」
- はせもとひろ「FIGHTING ON」
- 濱田金吾「Dream Is Alive」「Because…」
- V6「素直になってゆく」
- Folder「パラシューター」「ごめんね朝寝坊」「NOW AND FOREVER」(モスラ2 海底の大決戦エンディングテーマ)「GET YOU」「FIRE! FIRE!」「SPARKLE」「ジャカジャカジャンケンポン」「HELLOW AGAIN」「GONE GONE GO AWAY」
- 福山雅治「太陽はふたつない」
- 本田美奈子「孤独なハリケーン」「悲しみSWING」「DO YOU REMEMBER ?」
- 松原みき「三人で踊らない」「カランドリエ」「流星スウィング」
- 三田寛子「何故ですか」
- 雪村いづみ「愛ゆえに……」
- 芳本美代子「涙のイヤリング」
- レイジー「好きさ、好きさ、好きさ」「Midnight Boxer」「Bye Bye Baby」「ゴールデン・ゲート」「ハート・ビート」
- 渡辺美奈代「両手いっぱいのメモリー」
- 杉山清貴&オメガトライブ「RAINY HARBOR LIGHT」

## 訳詞楽曲
- 樹れい子「愛のつばさ」
- '87イエイエガールズ「トレイン」
- 小林麻美「砂に消えたカサノバ」
- 田原俊彦「哀愁でいと」「ラストシーンは腕の中で」